# Murslev

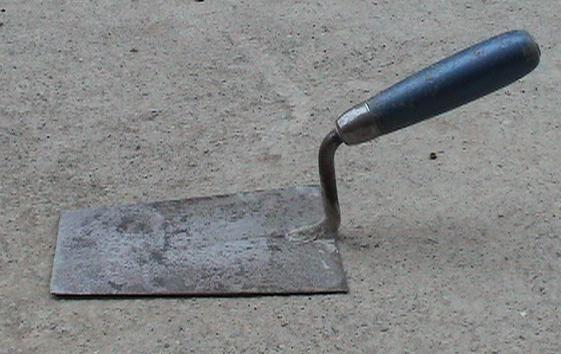
Murslev

Murslev eller brukslev är ett verktyg som används för påläggning av murbruk. Mursleven används av en murare vid murning eller av en plattsättare vid plattsättning. Det finns olika brukslevar för olika ändamål, till exempel för murning eller putsning och plattsättning. 
Eh iläggningsslev, är en murarslev med ett rektangulärt eller nästan rektangulärt blad. Verktyget används till både murnings- och betongarbeten till exempel vid fasadmurning och plattsättning. Iläggningsleven brukar vardagligt kallas padda.[källa behövs]
Ordet "murslev" är belagt i svenska språket sedan 1583.